# Sheringham
Sheringham is een civil parish in het bestuurlijke gebied North Norfolk, in het Engelse graafschap Norfolk met 7367 inwoners.